# لجنة وودهد

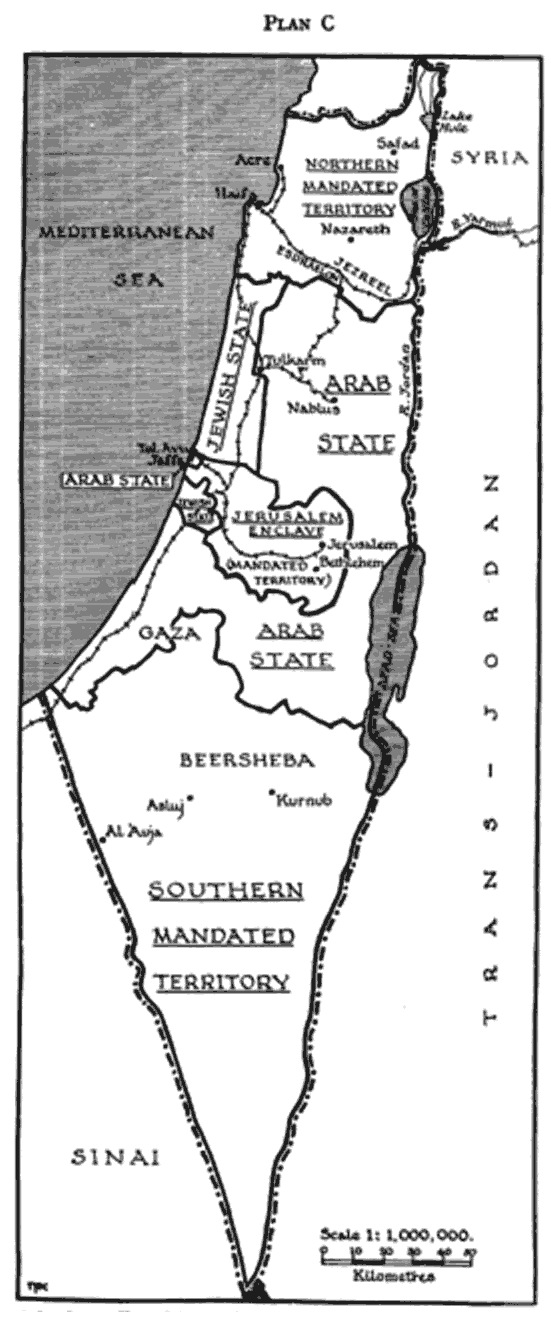
الخطة ج للجنة وودهيد، من الأصل.

لجنة وودهد (بالإنجليزية: Woodhead Commission) هي لجنة أنشأت في عام 1938م في ظل الانتداب البريطاني لفلسطين بعد أن فشلت لجنة بيل في إيجاد حل للثورة العربية في فلسطين 1936-1939م، ورفض توصياتها من قبل الأطراف الثلاثة الرئيسية في الصراع وهم: الصهاينة اليهود، العرب الفلسطينيين والحكومة البريطانية. كان الغرض من هذة اللجنة هو دراسة خطة لجنة پيل بالتفصيل والتوصية بخطة التقسيم الفعلي لفلسطين. ولكن على الجانب الآخر، يرى آخرون بأن الغرض من هذة اللجنة هو تبرئة بريطانيا العظمى من مسؤولياتها تجاه فلسطين لتركز على التهديدات المتنامية في أوروبا.